# Zakręty (województwo pomorskie)
Zakręty (niem. Sakrinten) – osada w Polsce położona w województwie pomorskim, w powiecie sztumskim, w gminie Stary Dzierzgoń przy drodze wojewódzkiej nr 515. Wieś wchodzi w skład sołectwa Stary Dzierzgoń.
W latach 1975–1998 miejscowość administracyjnie należała do województwa elbląskiego.
Najwcześniej wieś wzmiankowana w dokumentach z roku 1624, jako folwark szlachecki na 12 włókach. Pierwotna nazwa wsi – Sakrenten. W roku 1782 we wsi odnotowano trzy domy, natomiast w 1858 w trzech gospodarstwach domowych było 59 mieszkańców. W latach 1937–39 było 29 mieszkańców. Do roku 1975 jako osada Zakręty należały do powiatu morąskiego, gmina i poczta Stary Dzierzgoń.